# 室蘭市立水元小学校
室蘭市立水元小学校（むろらんしりつ みずもとしょうがっこう）は、北海道室蘭市水元町にあった公立小学校。

## 所在地
- 北海道室蘭市水元町5番1号

## 沿革
- 1965年（昭和40年）4月1日 - 開校。
- 2019年（令和元年）10月5日 - 最後の学芸会開催[1]。
- 2020年（令和2年）
  - 2月1日 - 体育館で、閉校式挙行[2]。
  - 3月19日 - 9時30分から、最後の卒業式挙行。最後の卒業生は43名[3]。ただし、新型コロナウイルス感染拡大の影響で、6年生（卒業生）と教職員のみ出席となり、保護者は式に参加できなかった。
  - 3月31日 - 本校と高砂小学校が統合した天神小学校開校により、閉校。

## 周辺
閉校時点。
- 北海道道107号室蘭環状線
- 高砂5丁目公園
- 室蘭工業大学
- 室蘭工業大学前郵便局
- 北海道電力室蘭変電所

## アクセス
- 道南バス「清滝不動尊前」バス停から、徒歩約610m・約9分。
- JR室蘭本線鷲別駅から、約2.1km、車で約4分・徒歩約31分。